# 溶融塩原子炉

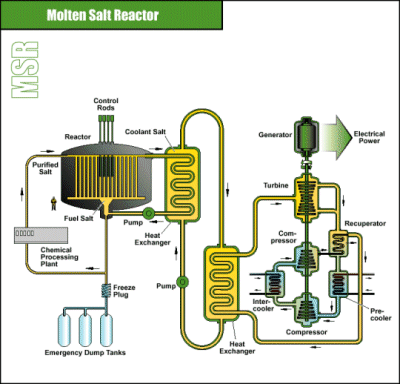
溶融塩原子炉の構造

溶融塩原子炉（ようゆうえんげんしろ、英: molten salt reactor, MSR）は、溶融塩を一次冷却材として使用する原子炉である。
多数の設計が行われたがそのうち少数が建設された。第4世代原子炉としてのひとつの概念である。
フッ化ウラン(IV) （UF4）など溶融状態のフッ化物塩を一次冷却材としてそこへ核分裂物質を混合させ、黒鉛を減速材とした炉心に低圧で送り臨界に到達させる。高温の溶融塩は炉心の外へ循環させ二次冷却材と熱を交換させる。燃料の設計はさまざまである。液体燃料原子炉特有の複雑な問題の発生を回避するため、溶融塩内に核分裂生成物を含まない構造の新型高温原子炉（AHTR）も設計されている。

## 歴史

### 航空機用原子炉実験

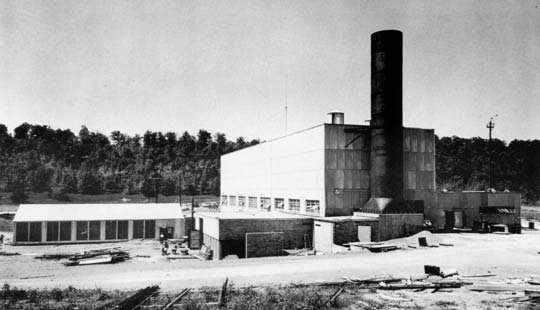
ORNLに建設された航空機用原子炉実験。後にMSREに改造

アメリカでの溶融塩型原子炉の研究は 2.5 MWth の原子炉実験装置を用い、高出力密度の動力源として原子力航空機に搭載する事を目的とした。計画は結果的にHTRE-l, HTRE-2,HTRE-3の3基の実験機を作って終わった。実験には溶融塩の NaF-ZrF4-UF4（53-41-6 mol%）が燃料として使用され、酸化ベリリウムが減速材、液体ナトリウムが冷却材として使用され、最高運転温度は860℃だった。1954年、1000時間運転された。実験にはインコネル600合金が構造と配管に使用された。

### 溶融塩原子炉実験

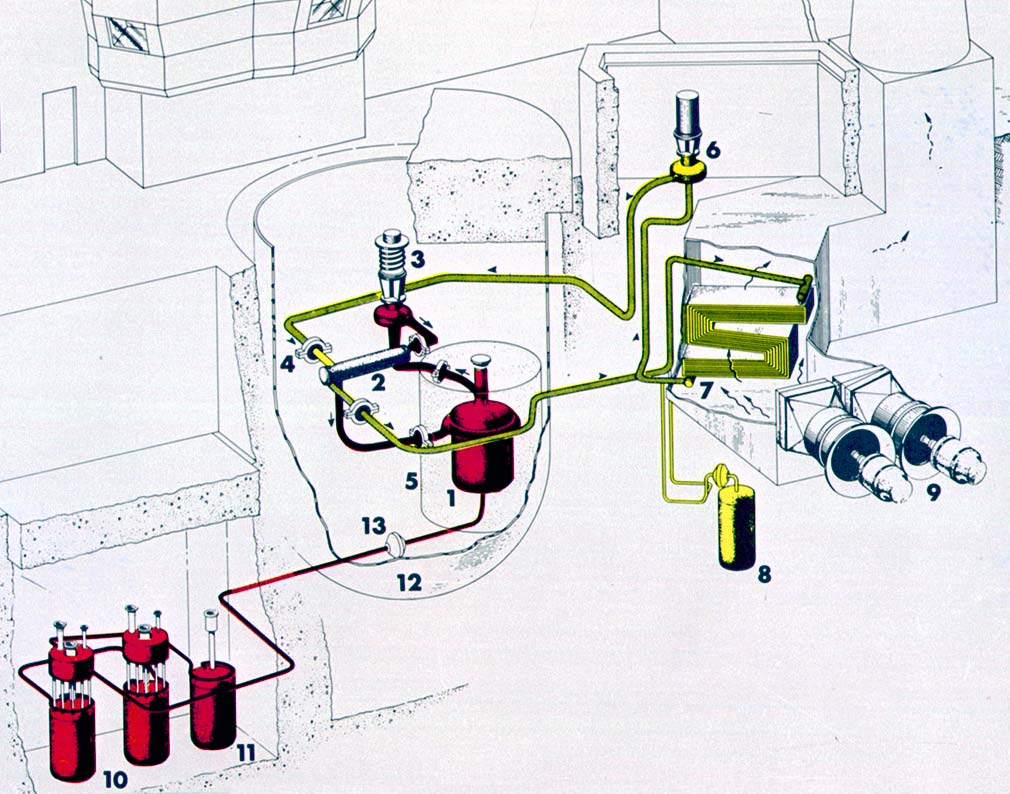
MSREプラント概要

オークリッジ国立研究所（ORNL）で1960年代に MSR の研究が進められた。溶融塩原子炉実験装置（MSRE）が設置され、出力は7.4MWthあった。

### オークリッジ国立研究所原子炉
1970年から76年にかけて LiF-BeF2-ThF4-UF4 （72-16-12-0.4）を燃料とするMSRが設計された。減速材に黒鉛を使用し、NaF-NaBF4を二次冷却材に使用した。最高温度は705℃ だった。しかし、設計のみで実際には建設されなかった。

## 現在の開発
インド、中国ではレアアース鉱石の精錬に伴って発生する副産物であるトリウムを溶融塩に溶かして燃料として使用する溶融塩原子炉の計画が進められている。計画は、天然ウランからプルトニウムを生産する段階を達成し、現在、高速増殖炉でプルトニウムを燃焼しつつ、トリウムをウラン233に転換する段階に入っている。着火剤は、ウラン原発の廃棄物でもあるプルトニウムを利用する。
現在、約1万世帯を賄える発電量である1000kWクラスの幅5m、高さ1m、奥行き2mの小型炉などが研究されている。小型の溶融塩原子炉には黒鉛減速材を使用する方式を取っている。1000kW級の小型トリウム原発の場合、燃料の崩壊熱が少なく、また燃料である700℃に溶けた溶融塩の液体トリウム自体が自然循環し空冷可能であるため、冷却機能喪失時も受動的安全を保つ。従来の軽水炉等のような燃料棒自体が存在しないため、冷却機能喪失時の燃料棒溶解、燃料棒と冷却水との反応による水素発生、といった事象は起こりえない。
さらに不測の事態が発生した場合は、重力によって燃料塩を一次系の下部に設置されているドレインタンクへ自動排出させる安全装置が存在する。ドレインタンクと一次系は凝固弁（フリーズバルブ）によって繋がれている。冷却機能喪失等による燃料の過熱が起きた場合には、このバルブが先に熱によって溶融し、燃料塩は下のドレインタンクに落下、排出される。つまり緊急時には外部からの制御を必要とせずに自動的に燃料の排出が行なわれる。ドレインタンク内で溶融塩は450℃以下に自然冷却されてガラス状に凝固し、放射性物質の飛散を防ぐ。またドレインタンク内に減速材となるものが存在しないため再臨界もおこりえない。一方で、溶融塩として用いられるフリーベ（LiF-BeF2）の構成元素であるベリリウムやフッ素に関する化学的毒性の問題が懸念されている。
また、トリウムは転換（増殖）できるため燃料消費量が少ないとされる。トリウム溶融塩炉では、気体核分裂生成物を運転しながら抜くことができるため、一次系の溶融塩中の核分裂生成物が増えて中性子を吸収するまでの間、燃料交換なしで最大30年連続運転が可能と言われている。したがって燃料交換回数が減り、再処理工場の処理量を減らすことが可能となる。ただし、このような設計は配管が長期間溶融塩と接触し続けることに繋がるため長期の耐食性が問題となり、核分裂生成物によって配管に長期的な腐食が起きる可能性が指摘されている。
プルトニウム発生量は、年間100万kWの軽水炉で約230kgに対して、上述の規模のトリウム溶融塩炉では約0.5kgである。
発生するプルトニウムはほとんどプルトニウム238であり、兵器に適するプルトニウム239が十分に含まれていない。かつ生成されるウラン232（半減期68.9年）からできる娘核種タリウム208（半減期3分）が強烈なガンマ線を放つため、ウランを核兵器に転用するのも困難であり（稼働中、核燃料中にタリウム208が占める線量の割合は小さく、保守・運用の点では問題ない）、その点では途上国への導入が期待される。
放射性ヨウ素、放射性セシウム等の核のゴミは出るため、いずれにせよ使用済み燃料や高レベル放射性廃棄物の処理は必要となる。
欠点として溶融塩の侵食性が高く、圧力容器や配管の腐食による脆化の対策が軽水に比べて困難である点があげられる。これに対して、東京工業大学の関本博が、タンク型高速溶融塩炉を発案している。これは大型の容器型の原子炉内で溶融塩を自然対流させる構造で、配管のような細い部分を高速で流れることがないため脆化対策や圧力容器破損時の対策が容易になる。炉内に熱交換器を設けることで原子炉を冷却し熱出力を得る。
2011年から12年にかけて、静岡県の川勝平太知事が記者会見にてトリウム溶融塩炉について複数回言及している。
2016年3月カナダのテレストリアル・エナジー社が独自開発した溶融塩炉の建設計画を申請。2020年代に商業用実証炉の完成を目指す予定。
2021年、中国は2030年をめどにトリウム溶融塩炉を建設する計画を発表。冷却装置が不要であるメリットに着目してゴビ砂漠などに建設する予定。
2025年にはイギリスのコア・パワー社が開発する船舶用溶融塩炉「m-MSR」を動力とする原子力船「Earth 300」が就航予定。